# Astragalus mongutensis
Astragalus mongutensis är en ärtväxtart som beskrevs av Vladimir Ippolitovich Lipsky. Astragalus mongutensis ingår i släktet vedlar, och familjen ärtväxter. Inga underarter finns listade i Catalogue of Life.